# Sydney International Shooting Centre
Das Sydney International Shooting Centre (deutsch Internationale Schießzentrum Sydney) ist ein Schießstand in der australischen Stadt Sydney.
Das Sydney International Shooting Centre wurde anlässlich der Olympischen Sommerspiele 2000 errichtet. Ursprünglich war als Standort eine ehemalige Militärbasis in Holsworthy im Süden Sydneys vorgesehen. Da das Gebiet jedoch als möglichen Standort für einen zweiten Flughafen gehandelt wurde, wurde nach Alternativen gesucht. Darunter ein bestehender Schießstand im Osten Sydneys sowie ein altes Industriegelände in Homebush Bay in der Nähe des Sydney Olympic Park. Beide Standorte war jedoch ungeeignet, weshalb beschlossen wurde einen bestehenden Schießstand umzubauen. Der Umbau der Anlage dauerte 18 Monate.
Rund 90 Prozent des im Zentrum verwendeten Holzes stammten aus recyceltem Hartholz. Für das Hauptgebäude wurden australische Harthölzer ausgewählt, um den Charakter der australischen ländlichen Architektur widerzuspiegeln und die Sicherheitsauflagen zu erfüllen.
Die Anlage wurde zudem mit einem elektronischen Zielbewertungssystem ausgestattet, sodass keine analoge Punktezählung mehr erforderlich war.
Nach den Olympischen Spielen wurde die Anlage für einige Weltcup Wettkämpfe und Ozeanienmeisterschaften genutzt.